# Списък на фигурите в Анатомията на Грей: I. Ембриология
Фигурите по-долу се срещат в глава I-ва: Ембриология от Анатомията на Грей (версия от 1918 г.)

## Theanimal cell(Тема 2)
- Фигура 1
- Фигура 2

## Яйцеклетка(Тема 3)
- Фигура 3
- Фигура 4
- Фигура 5

## Сперматозоид(Тема 4)
- Фигура 6
- Фигура 7

## Опложданенаяйцеклетката(Тема 5)
- Фигура 8
- Фигура 9

## Segmentation of the fertilizedovum(Тема 6)
- Фигура 10
- Фигура 11
- Фигура 12
- Фигура 13
- Фигура 14
- Фигура 15
- Фигура 16

## Theneural grooveandtube(Тема 7)
- Фигура 17
- Фигура 18

## Thenotochord(Тема 8)
- Фигура 19

## Theprimitive segments(Тема 9)
- Фигура 20

## Separation of theембриона(Тема 10)
- Фигура 21

## Theyolk-sac(Тема 11)
- Фигура 22
- Фигура 23

## Development of thefetal membranesandплацента(Тема 12)
- Фигура 24
- Фигура 25
- Фигура 26
- Фигура 27
- Фигура 28
- Фигура 29
- Фигура 30
- Фигура 31
- Фигура 32
- Фигура 33
- Фигура 34
- Фигура 35
- Фигура 36
- Фигура 37
- Фигура 38
- Фигура 39
- Фигура 40
- Фигура 41

## Thebranchial region(Тема 13)
- Фигура 42
- Фигура 43
- Фигура 44
- Фигура 45
- Фигура 46
- Фигура 47
- Фигура 48
- Фигура 49
- Фигура 50
- Фигура 51
- Фигура 52
- Фигура 53

## Development of thebody cavities(Тема 14)
- Фигура 54
- Фигура 55
- Фигура 56
- Фигура 57

## Форма на ембриона в различните стадии от неговия растеж (Тема 15)
- Фигура 58
- Фигура 59
- Фигура 60
- Фигура 61
- Фигура 62
- Фигура 63